# جاصابونی

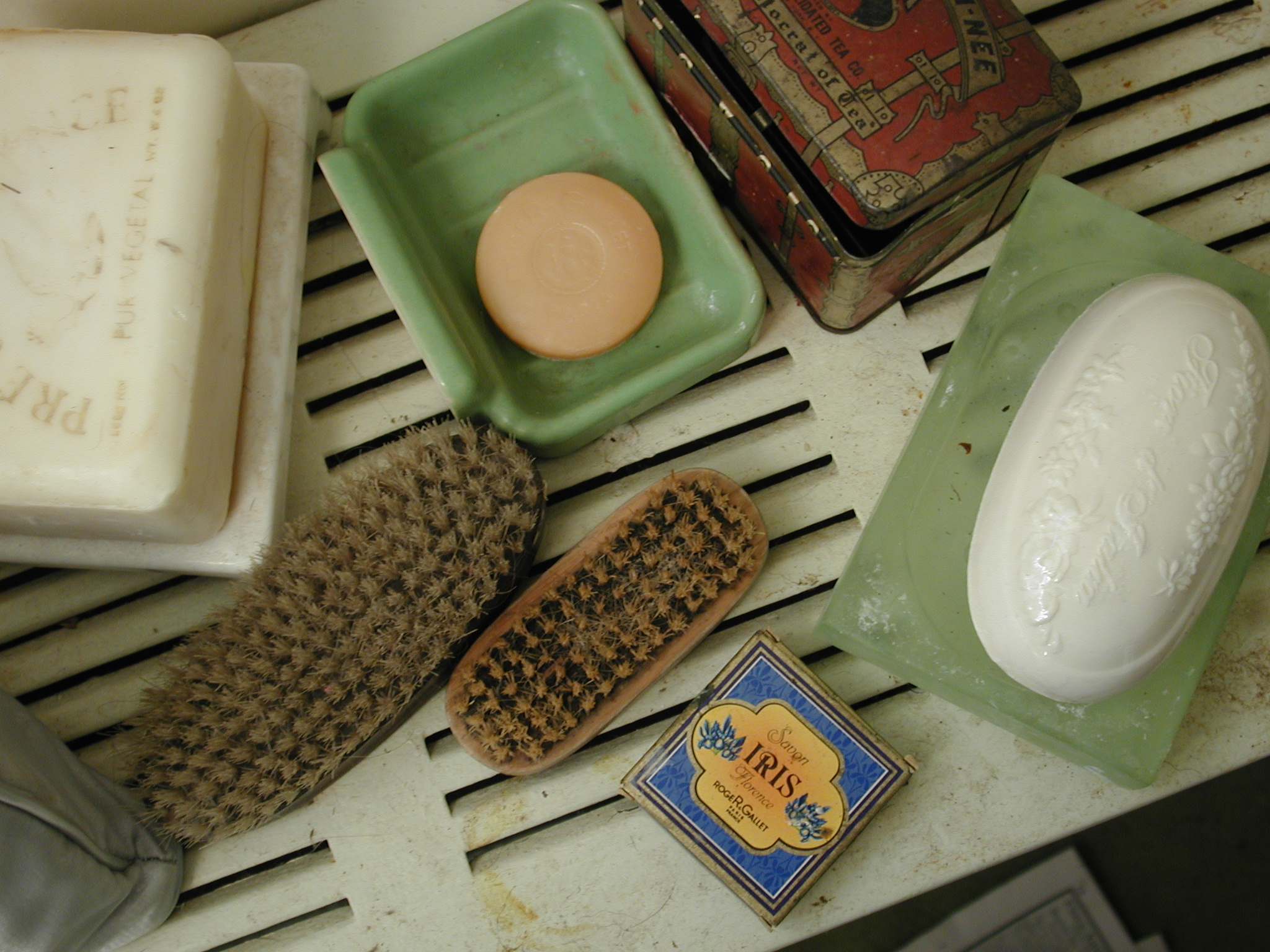
چهار مدل جاصابونی

جاصابونی به منظور نگهداری قالب‌های صابون در کنار یک منبع آب مورد استفاده قرار می‌گیرد. جاصابونی‌ها از جنس مواد مقاوم در برابر آب مثل پلاستیک، برخی فلزات و سرامیک هستند. جاصابونی‌ها ممکن است به دیوار نصب شوند یا اینکه بر روی سینک دستشویی قرار گیرند.